# S・Hは恋のイニシァル
『S・Hは恋のイニシァル』（えす・えいちはこいのいにしぁる）は、TBSで1969年（昭和44年）に、月曜20時の『ナショナル劇場』枠で放映された青春ドラマ。『S・Hは恋のイニシャル』と誤記されることがあるが、『―イニシァル』が正しい。

## 放送データ
- 放送期間：1969年（昭和44年）4月28日～7月28日
- 放送時間：毎週月曜日　20:00～20:56
- 放送回数：全14回
- 放送形態：カラーフィルム作品

## 解説
メインライターは、後に石立鉄男とのコンビで数々のヒットを飛ばした松木ひろしで、11回分を担当した。ドラマは、「主人公が大坂志郎らの家に下宿する」という松木ひろしの定番設定であり、のちの石立ドラマパターンの原型ともいえるものである。
ドラマタイトルと同名の主題歌を、主演の布施明が歌っている。
本作を最後に、『ナショナル劇場』（後に『パナソニック ドラマシアター』→『月曜ミステリーシアター』）の現代劇は2001年の「こちら第三社会部」まで、32年間にわたり途絶えることとなる。
1987年8月23日放送の「テレビ探偵団」（ゲスト：布施明）で、オープニングと最終回の映像が紹介された。
同番組の1989年11月12日放送分においても、ゲストとして出演したジュディ・オングの思い出の作品として本作が取り上げられ、オープニングと本編の一部の映像が紹介された。

## 概略・ストーリー
毎朝新聞文化部に新米記者として採用された結城一平（布施明）は、入社式に向かう車中で、同じ新人記者の坂田龍馬とともにチンピラ達に絡まれている乗客を助けた。チンピラとの立ち回りの際に怪我をし、軽く出血した一平を見てハンカチを差し出してくれた謎の女性（伊東ゆかり）との出会いに運命的なものを感じた一平だったが、女性の名も聞けないうちに立ち去られてしまう。女性の手がかりは、ハンカチに刺繍されたS・Hのイニシャルだけ。記者となった一平は、謎の女性S・Hを捜し求めるのだが、ニアミスばかり。そんな彼の前には、同じS・Hのイニシャルを持つ魅力的な女性が次々と現れるのだった。

## キャスト
- 結城一平：布施明
- 坂田龍馬：石立鉄男
- 北条しのぶ：伊東ゆかり
- 平山節子：梓英子
- 羽佐間小夜：ジュディ・オング
- 羽佐間スミレ：小山ルミ
- 結城重太郎：森繁久彌
- 平山文化部長：大坂志郎
- 坂田金五郎：中村竹弥
- 羽佐間静子：月丘千秋
- 左とん平
- 大原麗子
- 深山ゆり
- 砂塚秀夫
- 西崎みどり
- 宮尾たか志
- 中村晃子
- 毒蝮三太夫
- 竹脇無我
- 森進一
- 戸川昌子

## スタッフ
- 製作総指揮：松下幸之助
- 製作：松下正治、丹羽正治
- 脚本：松木ひろし（第1話～第4話、第6話、第8話～第14話）、向田邦子（第5話、第7話）、馬島満
- プロデューサー：工藤俊樹、逸見稔
- 演出：秦幸三郎（第1話、第8話、第9話）、岩内克己（第1話～第3話）、平山晃生（第4話、第5話、第10話、第11話、第13話、第14話）、坪島孝（第6話、第7話）、鍛冶昇（第12話）
- 音楽：山本直純

## 主題歌
『S・Hは恋のイニシァル』
- 作詞：山上路夫 / 作曲・編曲：山本直純 / 歌：布施明 / レコード発売元：キングレコード